# Cleit
Ein Cleit (plur. Cleitean) ist eine Steinhütte, die nur auf den Inseln und Stacs des Archipels von St. Kilda, die gelegentlich zu den Äußeren Hebriden in Schottland gezählt werden, zu finden ist. Es gibt auf Hirta 1260 Cleitean und auf anderen Inseln der Gruppe weitere 170. Während viele noch gut erhalten sind, beginnen immer mehr von ihnen langsam zu verfallen.
Die vorgelagerte Insel Boreray beherbergt das Cleitean MacPhàidein, ein „Cleit-Dorf“ mit drei kleinen Hütten. Infolge eines Ausbruchs der Pocken auf Hirta im Jahr 1727 wurden drei Männer und acht Jungen auf dem Stac an Armin vor Boreray bis zum Mai des folgenden Jahres ausgesetzt.
Auf St. Kilda, das baumlos ist, nutzten die Inselbewohner den Wind, der durch die Spalten des Trockenmauerwerks strömte, um Nahrung durch Trocknung zu konservieren, statt sie zu räuchern oder zu Pökeln. Die Cleitean wurden verwendet, um Produkte zu speichern oder zu trocknen, beispielsweise:

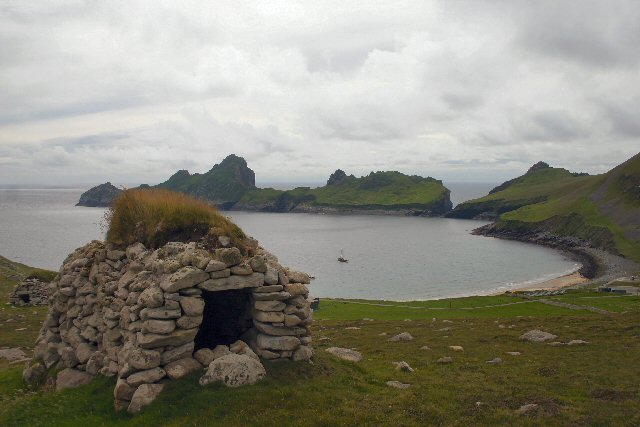
Cleit auf St Kilda

- Angelausrüstung
- Dünger
- Eier (in Torfasche vergraben)
- Fisch
- Gefieder
- Getreide
- Heu
- Kartoffeln
- Lammfleisch
- Seile
- Seevögelkadaver
- Torf

Cleitean
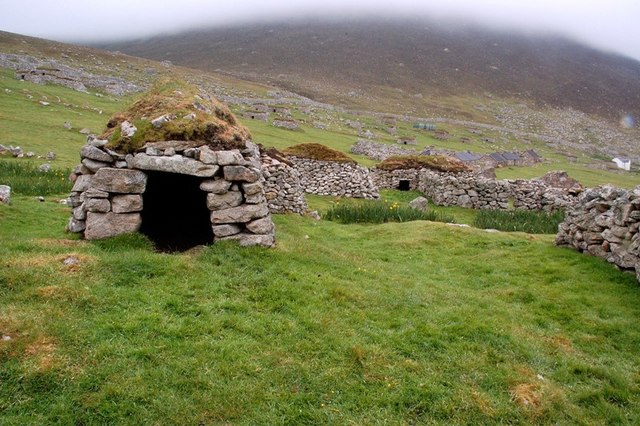
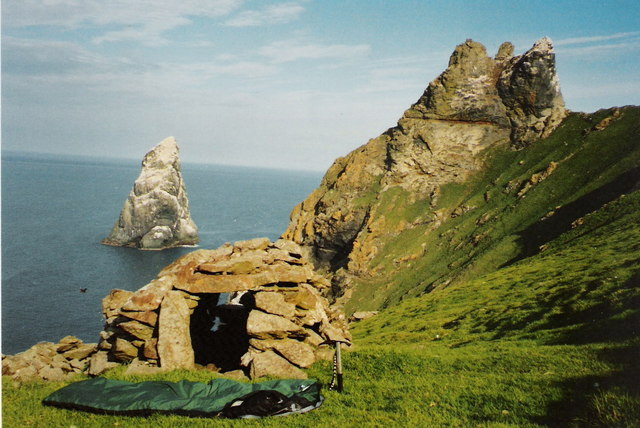
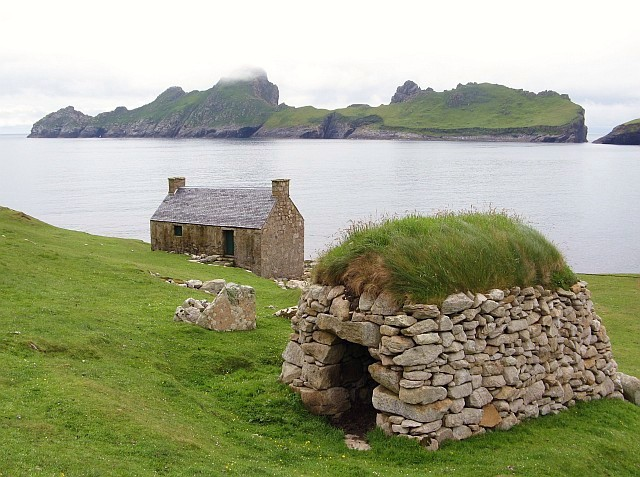
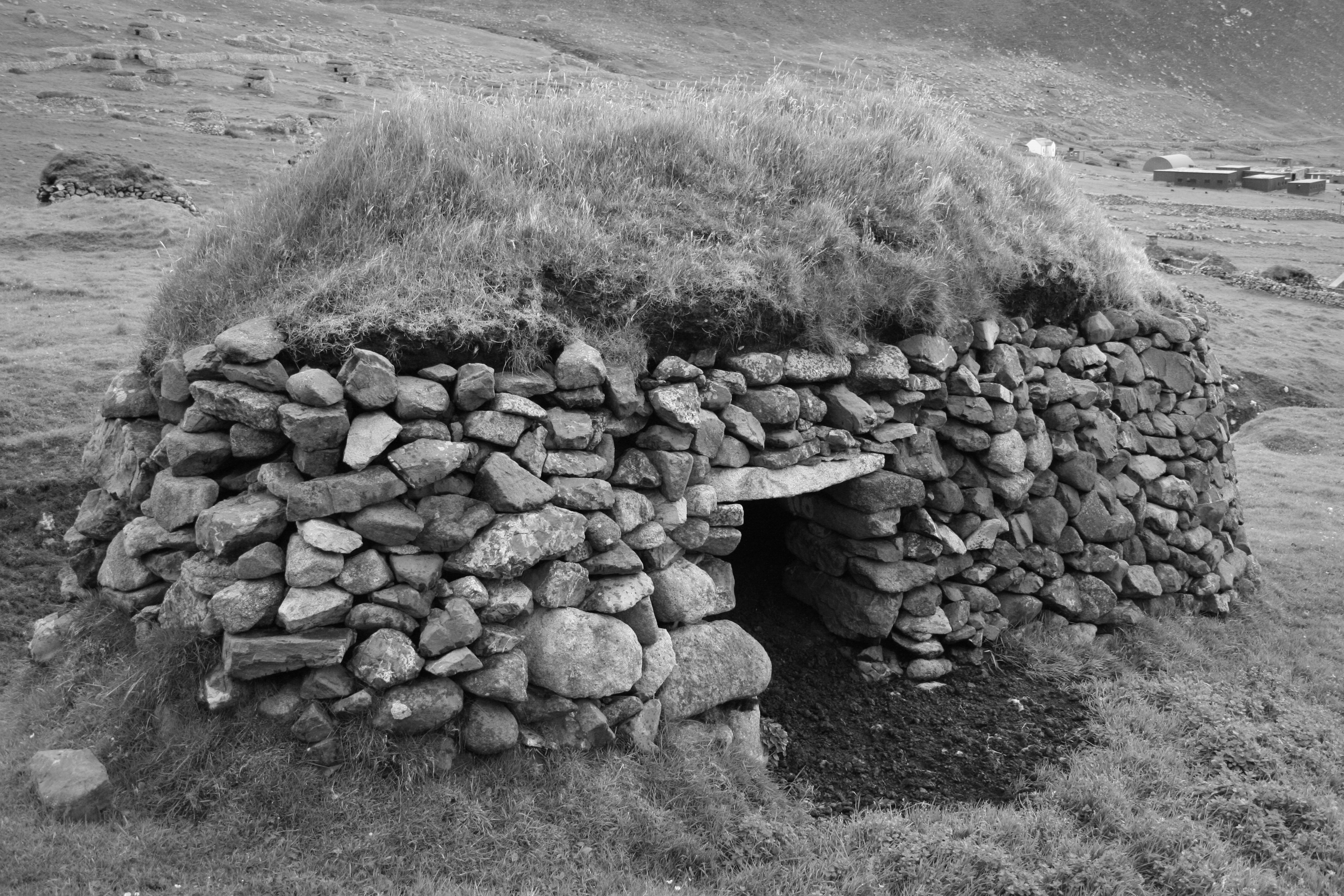

In seinem Buch über St. Kilda schreibt David A. Quine über die Cleitean: „Sie kommen in vielen Formen und Größen vor, aber alle haben Trockenmauern, damit der Wind hindurchpfeifen kann, und große Steinplatten für die Dächer, die mit Rasen bedeckt sind, um das Wasser aufzunehmen“. Norman Bissett, der St. Kilda 1999 verließ, schrieb: „Der Wind schlägt auf die Wände nieder, hebt das Stroh, entfacht einen Sturm. Krabben, Feldmäuse und kriechende Tiere suchen Schutz in den Cleits, verlassenen Hütten und in der Kirche.“ 
Typischerweise finden sich Cleitean auf hügeligem Gelände und sind entlang der Hänge angeordnet, wobei ihre Vorderseiten bergauf und ihre gerundeten hinteren Enden bergab liegen. Gelegentlich befindet sich der Eingang in einer Seitenwand. Es gibt auch Beispiele für in Hangrichtung gebaute Cleits mit dem Eingang an einer der Schmalseiten. Um dem Abwärtsschub standhalten zu können, ist das bergab weisende Ende üblicherweise in Form einer Apsis mit starker Abstützung ausgeführt. Eingänge werden sehr selten in das apsidale Ende gesetzt, um seine Stärke nicht zu reduzieren.